# 김병훈 (신학자)

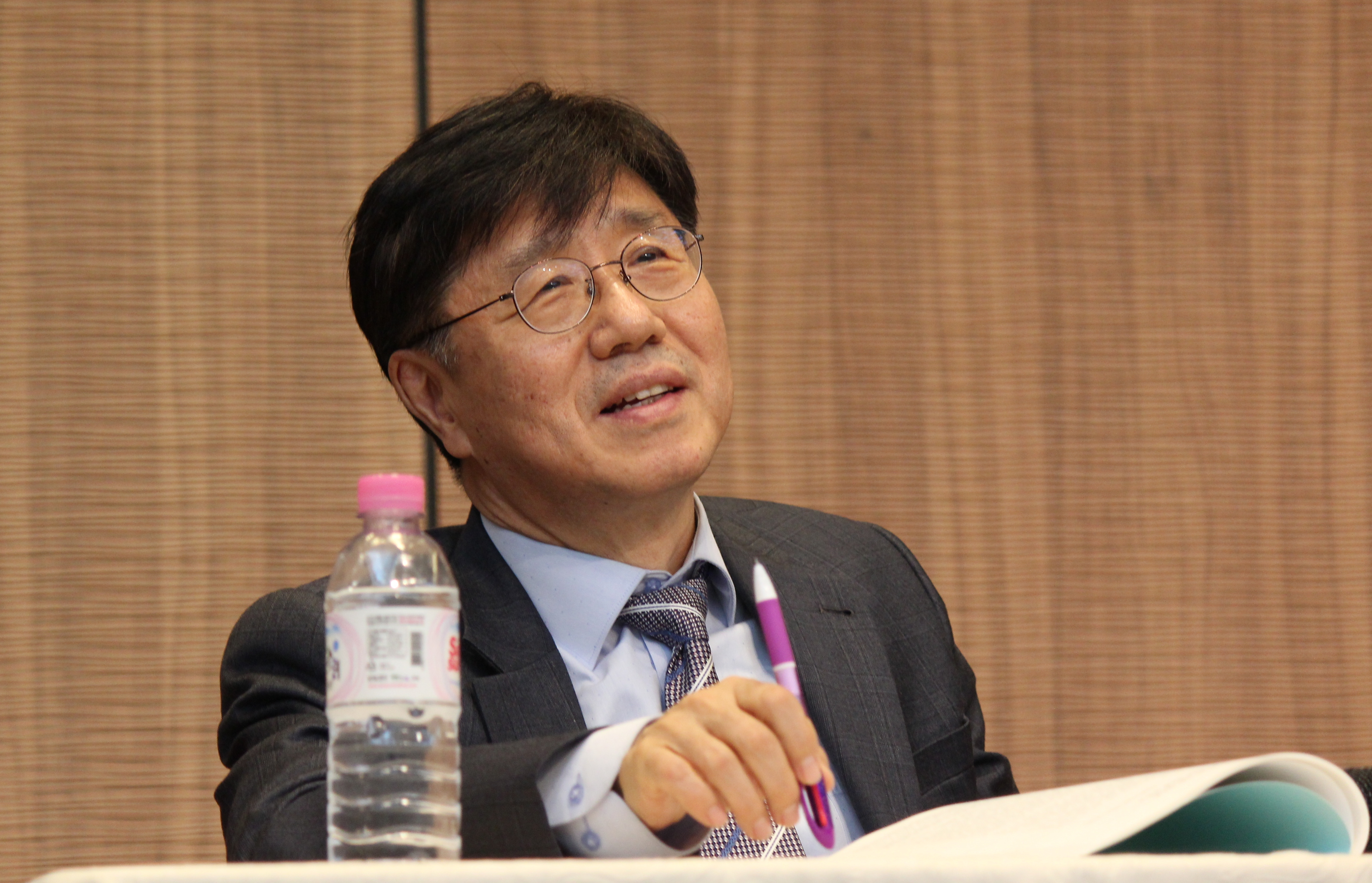
발표하는 김병훈 교수

김병훈(金秉勳, 1958년 11월 25일~)은 대한민국의 교수이며 목사이다. 현재 합동신학대학원대학교에서 조직신학을 역임하고 은퇴하였다. 개혁신학사상연구소와 성경적변증센터 소장을 역임하였다. 저명한 개혁신학자 로널드 핀스트라 교수의 제자이며, 유명한 개혁신학자 리차드 멀러에게서 수학을 하고 개혁신학을 형성하는데 커다란 영향을 받았다삼위일체론, 그리고 기독론에 전문가로 평가받고 있다. 현재 대한예수교장로회(합신) 교단 소속의 나그네교회를 개척하여 담임목사로 있다.

## 학력
- 고려대학교 영문학과 (B.A.)
- 장로회신학대학교 대학원 기독교교육학과 (M.A.)
- 합동신학대학원대학교 (M.Div.)
- 미국 칼빈 신학교 Calvin Theological Seminary (Th.M. 과정 이수)
- 미국 칼빈 신학교 Calvin Theological Seminary (Ph.D.)

## 경력
- (전) 합동신학대학원대학교 정암신학연구소 소장
- (현) 합동신학대학원대학교 성경과 변증센터 공동센터장
- (현) 합동신학대학원대학교 개혁신학사상연구소 소장
- (현) 나그네교회(합신) 담임목사

## 저서
1. 『소그룹 양육을 위한 하이델베르크 요리문답 I, II』(합신학대학원출판부)
2. 『오직 하나님께만 영광이 있나이다』(킹덤북스)
3. 『결코 정죄함이 없나니』(좋은 씨앗),
4. 『성경적 창조론이 답이다』(합신대학원출판부),
5. 『만화 성경적 창조론 II』(합신대학원출판부)
6. 『슬픈 인생과 그리스도의 위로』(개혁된 실천사)

### 편저
1. 『오직 행위로만?』(합신대학원출판부),
2. 『노르마 노르마타』(합신대학원출판부)
3. 『그리스도의 순종과 의의 전가』(합신대학원 출판부)

### 역서
1. 『칼빈과 개혁 전통』(지평서원)

### 공저
1. 『인간이란 무엇인가?』(영음사)
2. 『성경이 가르쳐 준 성령』(영음사)
3. 『경건, 하나님 앞에서 사는 삶』(영음사)
4. 『교회는 개혁되어야 - 교회란 무엇인가』(영음사)
5. 『오늘을 살아내는 참된 종말신앙』(영음사)
6. 『구원 그 이후: 성화의 은혜』(이레서원)
7. 『한국교회를 위한  청교도 설교의 유산과 적실성』(합신대학원 출판부)
8. 『도르트신경 - 은혜의 신학 그리고 목회』(합신대학원 출판부)

## 공역
1. 에미디오 캄피 『스위스 종교개혁: 쯔빙글리, 베르밀리, 불링거』(합신대학원출판부);
2. 헤르만 셀더하위스 『비텐베르크에서 도르트까지』(합신대학원출판부)
3. J. P. 모어랜드  『(과학적·철학적·신학적 관점으로 본) 유신진화론 비판』(부흥과 개혁사)

## 논문
- 학위논문: Tritheism and Divine Person as Center of Consciousness with a Comparative Appraisal of Jürgen Moltmann and William Hill as Test Cases (Ph.D.)

1. 칼 바르트의‘삼중적 반복으로서의 삼위’개념에 담겨 있는 양태론적 특성
2. 위르겐 몰트만의 하나님의삼위일체론적 단일성 개념에 담겨 있는 삼신론적 특성들
3. 삼위일체론: 삼위 하나님의 위격의 이해
4. 호모우시오스: 니케아 공의회(325)와 콘스탄티노플 공의회(381)의 신학적 상관성
5. 삼위의 실체적 단일성
6. 초대교회의 기독론 논쟁과 존 필로포누스의 삼신론
7. “의롭게 됨”의 교리에 관한 칼 바르트와 토마스 아퀴나스의 비교
8. ‘ 가정교회’에 대한 장로교 교회론적 비평
9. 유아 세례의 신학적의미와 설교
10. 도르트신경에 나타난 예정론에 대한 이해 외 다수
11. 개혁신학의 성찬론(2009)
12. 유아세례의 신학적 의미와 설교(2009)
13. '예배의 규정원리'와  개혁신학의 예배(2009)
14. 율법주의, 언약적 율법주의, 은혜언약: '바울의 새관점들'의 신학적 소재?(2010)
15. 죽음과 사후 세계에 대한 신학적 조명(2010)
16. 내러티브 신학과 성경의 역사적 사실성(2011)
17. 은혜의 방편으로서의 성경: '말씀을 통하여(per  Verbum)'와 '말씀과 함께(cum Verbo)'(2013)
18. 도르트신경이 고백하는 성도의 견인교리(2014)
19. 웨스트민스터신앙고백서와 언약신학(2014)
20. '믿음으로 의롭게 됨'과 관련한 하이델베르크 요리문답과 트렌트 종교회의의 교령의 이해 차이(2014)
21. 천주교회의 선행론에 대한 개혁교회의 신학적 평가(2014)
22. 오래 전 창조론의 신학적 딜레마: 타락전 죽음?(2014)
23. 유신 진화론에 대한 신학적 비평(2015)
24. 로마 가톨릭 세례의 유효성에 관한 소고(2017)
25. '오직 성경만으로'와 천주교회 교회론(2017)
26. 종교개혁과 목회자 훈련(2018)
27. 유신진화론에대한 비평적 소고(2019)
28. 토마스 F. 토렌스의 존재-관계적인 위격들,  '상호 친교성을 구성한  본질'(2020) 외 다수

## 수상
- 올해의 신학자상 2025년 5월 10일, 한국장로교신학회, 백석대학교

## 같이 보기
- 합동신학대학원대학교
- 한국복음주의신학회
- 한국복음주의조직신학회
- 한국장로교신학회
- 한국개혁신학회
- 종교개혁500주년기념일
- 요한칼빈탄생500주년기념사업회
- 한국성경신학회
- 한국의 신학자 목록
- 박윤선
- 신복윤
- 안상혁
- 이승구
- 개혁신학자
- 리처드 멀러
- 로널드 핀스트라